# 普列巴尼夫卡 (捷列博夫利亞區)
49°16′46″N 25°43′54″E / 49.27944°N 25.73167°E

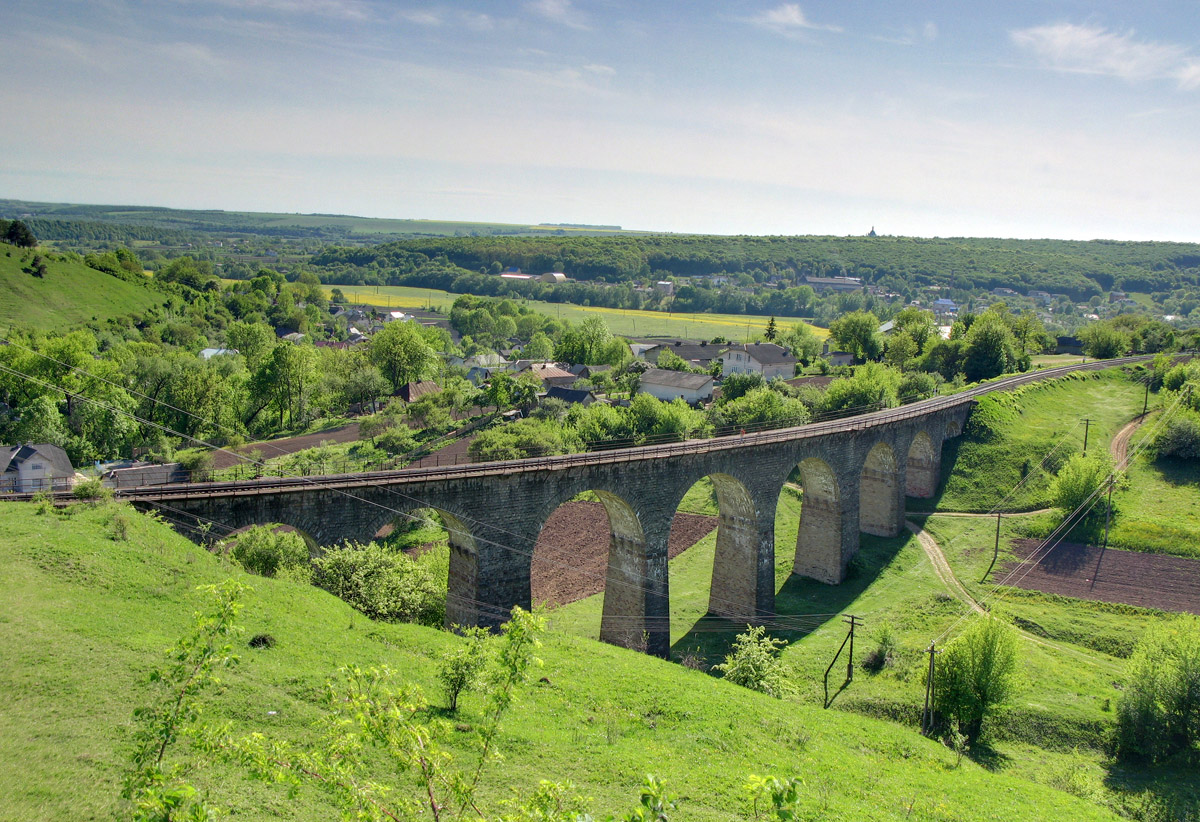
普列巴尼夫卡

普列巴尼夫卡（烏克蘭語：Плебанівка），是烏克蘭的村落，位於該國西部捷爾諾波爾州，由捷尔诺波尔区負責管轄，始建於1425年，面積3.54平方公里，海拔高度355米，2021年人口1,124，人口密度每平方公里331.2人。